# Ribas do Rio Pardo
Ribas do Rio Pardo é um município brasileiro da região Centro-Oeste do Brasil, situado no estado de Mato Grosso do Sul. Dista 102 quilômetros de Campo Grande, capital de Mato Grosso do Sul, e a sede do município localiza-se às margens da rodovia BR-262 e da Estrada de Ferro Noroeste do Brasil. Às margens da rodovia, também encontram-se grandes áreas destinadas para instalação de empresas e indústrias, onde encontram-se instaladas empresas de reflorestamento, serrarias, mínero-siderúrgico, entre outras empresas.

## Geografia

### Localização
O município de Ribas do Rio Pardo está situado no sul da região Centro-Oeste do Brasil, no Leste de Mato Grosso do Sul (Microrregião de Três Lagoas). Localiza-se na latitude de 20º26’34” Sul e longitude de 53°45’32” Oeste. Distâncias:
- 102 km da capital estadual (Campo Grande)
- 973 km da capital federal (Brasília).

### Geografia física
Solo
A região centro-norte do município de Ribas do Rio Pardo é dominada pela ocorrência de Neossolos e, na região sul, verifica-se a predominância de Latossolo de textura média, tendo ambos, baixa fertilidade natural. Existem ainda algumas manchas de Planossolo.
Geologicamente, o município de Ribas do Rio Pardo apresenta rochas do período jurássico, do Grupo São Bento e do cretáceo, do Grupo Baurú. No município são encontrados diversos tipos de solos, concentrados em areias quartzosas ao norte e Latossolo vermelho escuro ao sul do município. A maior parte do território (70%) é arenoso e com necessidade de correção da fertilidade natural dada à deficiência de elementos nutritivos. Apesar das deficiências dos solos, através de técnicas modernas de correção, atualmente grandes extensões do território encontram-se ocupadas com pastagens e atividades de silvicultura, predominando os cultivos de eucalipto. Apesar da existência de arenitos, não existem no município recursos minerais em escala suficiente para a exploração comercial.
Relevo e altitude
Está a uma altitude de 312 m. Os modelados colinosos, com declividades suaves e alguns pequenos ressaltos topográficos, são os responsáveis pela diversidade  da paisagem que é normalmente suave ou tabular em toda a extensão do município, ficando para as margens dos principais rios as áreas de acumulação também planas. O município de Ribas do Rio Pardo encontra-se na Região dos Planaltos Arenítico-Basálticos Interiores, dividindo-se em três unidades geomorfológicas: 
- Rampas Arenosas dos planaltos Interiores
- Divisores Tabulares dos Rios Verde e Pardo
- Modelos de Acumulação

Apresenta relevo plano, geralmente elaborado por várias fases de retomada erosiva e com relevos elaborados pela ação fluvial, além de áreas planas resultante de acumulação fluvial sujeita a inundações periódicas.
Clima, temperatura e pluviosidade
Está sob influência do clima tropical (AW), sendo as temperaturas médias do mês mais frio menores que 20 °C e maiores que 18 °C.
Ao Norte do município, o clima se apresenta sub-úmido, com índice de umidade com valores anuais variando de 0 a 20%. A precipitação  pluviométrica anual varia entre 1.200 a 1.500mm. Excedente hídrico de 400 a 800mm durante três a quatro meses e deficiência hídrica de 500 a 650mm durante cinco meses. Ao sul, o clima predominante é úmido a sub-úmido, com índice de umidade com valores anuais variando de 20 a 40%. A precipitação pluviométrica anual varia entre 1.500 a 1.750mm. Excedente hídrico de 800 a 1.200mm durante cinco a seis meses e deficiência hídrica de 350 a 500mm durante quatro meses. 
Hidrografia
Está sob influência da Bacia do Rio da Prata. Rios do municípios:
- Rio Anhanduí: afluente pela margem direita do rio Pardo. Conhecido também por Anhanduí-Guaçu (ou Açu), com 390 km de extensão e 70 km navegáveis. Nasce da confluência dos córregos Prosa e Segredo, no centro da cidade de Campo Grande. Faz divisa entre o município de Nova Alvorada do Sul e o de Ribas do Rio Pardo.
- Rio Anhanduizinho: afluente pela margem esquerda do rio Anhanduí, no município de Campo Grande. Divisa dos municípios de Ribas do Rio Pardo, Campo Grande e Nova Alvorada do Sul.
- Rio Pardo: afluente pela margem direita do Rio Paraná, desaguando nele pouco acima da ponte no porto XV de Novembro. Nasce na lagoa Sanguessuga (hoje seca), perto de Camapuã, tendo como principal formador o córrego Capim Branco. Com pouco menos de 500 km, faz divisa entre o município de Ribas do Rio Pardo e Santa Rita do Pardo. A partir da foz do afluente Anhanduí-Açu era francamente navegável, tanto que era conhecido pelos antigos pelo apelido de  rio morto. Acima da referida foz, apresenta mais de cinquenta obstáculos, entre cachoeiras e itaipavas. Fica nele a Hidrelétrica do Mimoso, também conhecida pelo nome de Assis Chateaubriand, a quarenta quilômetros da cidade de Ribas do Rio Pardo.
- Rio Verde: divisa de município Ribas do Rio Pardo e Água Clara.

Vegetação
Se localiza na região de influência do Cerrado, preservando o aspecto pseudo-xeromórfico oligotrófico (falsa aparência de ausência de água, porém, pobre em nutrientes). No restante da área, a cobertura se distribui em pastagem plantada, reflorestamento, várzea e lavoura.

### Geografia política
Fuso horário
Está a -1 hora com relação a Brasília e -4 com relação ao Meridiano de Greenwich (Tempo Universal Coordenado)
Área
Ribas do Rio Pardo possui um imenso território, sendo uma superfície de 17 308,718 km².
Subdivisões
Ribas do Rio Pardo (sede), Mimoso, Mutum e Ribeirão Claro.
Arredores
Água Clara, Brasilândia, Santa Rita do Pardo (L), Bandeirantes, Jaraguari, Campo Grande (O), Camapuã (N), Nova Alvorada do Sul, Nova Andradina e Bataguaçu (S).

## História
Apesar de muitas vezes começarmos a escutar a história a partir da chegada dos europeus na América, a região onde hoje se compreende os limites geográficos de Ribas do Rio Pardo outrora fora território de diversas populações indígenas as quais ao longo da história de contatos com as populações euroamericanas foram suprimidas, escravizadas e desterritorializadas.
Dados arqueológicos apontam uma intensa ocupação de grupos diferentes sobre o mesmo território, uma vez que a região é zona de transição para biomas diferentes e de características ambientais bem peculiares. Os arqueólogos Emilia Kashimoto e Gilson Rodolfo Martins, da Universidade Federal do Mato Grosso do Sul (UFMS) vem desenvolvendo diversas pesquisas nas últimas décadas e melhorando a compreensão da complexa ocupação da região do Mato Grosso do Sul. Em seus estudos apontam que durante a mesma faixa de tempo, diversos grupos utilizavam a região de diferentes maneiras. Datas recudas 1.300 a 300 anos antes do presente para a presença de Guarani para a região, assim como, para populações Aruak se tem evidências que vão de 1500 a 300 anos antes do presente. Obras compilatórias como o Mapa Etno-histórico do Brasil e Regiões Adjacentes de Curt Nimuendajú apresentam importante compreensão da geopolítica etnográfica brasileira.
O município de Ribas do Rio Pardo em específico já possui mais de 20 sítios arqueológicos registrados no Cadastro Nacional de Sítios Arqueológicos (CNSA/IPHAN) em sua maioria sítios relacionados atividades de confecção de artefatos de uso diário, como lanças, flechas e facas de serviço. Suas pesquisas ainda estão em andamento em dentro em breve novas informações devem dar maior compreensão as especificidades dos grupos associados.
As terras que atualmente compreendem o município de Ribas do Rio Pardo, foram devassadas, nos meados do primeiro terço do século XVII, pelos bandeirantes paulistas, que, partindo de São Paulo, seguiam os Rios Tietê e Paraná, subiam o Rio Pardo, venciam o varadouro para Camapuã, daí partindo em busca das terras do norte e das minas de Pascola Moreira e Sutil.  Inicialmente as terras de Ribas do Rio Pardo não seduziram os sertanistas, cujo principal objetivo eram a extração de ouro e apreensão de populações indígenas para escravizar e comercializar aos engenhos que se desenvolviam Piratininga ou no litoral. 
No período compreendido entre 1822 e 1840, com a abertura da estrada de Piquiri e consequente abandono da rota do Rio Pardo, os Garcias deram início ao povoamento de Santana de Paranaíba. Em sua esteira segue o mineiro Joaquim Francisco Lopes, sertanista audaz e irrequieto que inicialmente se instala, nas margens do Rio Paraná, com fazenda de criação de gado. Abandona a propriedade e dá largos a seu espírito de aventuras, percorrendo todo o extremo sul do Estado, inclusive parte do Paraná e São Paulo; para logo a seguir, se achar em Cuiabá, acertando com o Governador a abertura da estrada de Piracicaba. 
Em 1835, arranchado nas barrancas do Rio Paraná, encontra o cuiabano Eleutero Nunes que lhe relata a existência dos campos e aguadas do Rio Pardo, com excelentes perspectivas para a criação de bovinos. No ano seguinte, parte o sertanista em direção ao Rio Pardo, demarcando novas posses e distribuindo-as a companheiros seus vindos de Santana do Paranaíba; dando assim início à povoação da região de Ribas do Rio Pardo. 
Apesar do registro de vestígios das monções jesuíticas e da passagem ou mesmo curta permanência de expedições exploratórias, a formação do povoado se deu somente por volta do ano de 1900, quando se registrou concretamento a fixação dos primeiros moradores; os irmãos João e José dos Santos, mineiros de Uberaba que fixaram residência e comércio próximo à confluência dos Rios Bota e Pardo. Outros moradores para ali se deslocaram, oriundos de Santana do Paranaíba, em companhia do capitão Manoel Garcia Tosta. Posteriormente, afluíram ao pequeno povoado os baianos Vitorino Pereira da Silva, Agrícola Sancho da Silva, Antônio Aparecido, José Alves, Francisco Alves de Araújo e Estevam Pereira de Almeida; o paulista Justino Rangel e o mineiro Modesto Luiz de oliveira, pioneiros que muito contribuíram para o seu desenvolvimento. 
Um dos fatores mais importantes para o progresso de nova povoação foi a chegada dos trilhos da atual Estrada de Ferro Noroeste do Brasil e a inauguração da Estação local, no dia 23 de julho de 1914, ligando Ribas do Rio Pardo aos grandes centros urbanos. Com isto, nos anos seguintes uma série de infraestruturas do Estado foram instaladas:
- 1915 foi criado o Distrito Policial, sendo nomeado seu primeiro sub-delegado Antônio Aparecido. 
- 1918 é criado a primeira escola, tendo como professor José Coleto Garcia. 
- 1919 foram instaladas a Coletoria Estadual, sendo nomeado Coletor Arnaldo de Oliveira Palma e a Agência do Correio, sendo titular D. Mercedes. 
Culminando no início da década de 1920 a elevação de categoria, passando a Distrito de Paz, com a denominação de Conceição do Rio Pardo, sendo nomeado Juiz de Paz titular Estêvão Pereira de Almeida (Resolução 856, de 7 de novembro de 1921).  Ainda no que tange a formação administrativa do município pode-se estabelecer como marcos para obtenção de classificação de município, figurar como distrito de Campo Grande (31 de dezembro de 1936 e 31 de dezembro de 1937).  Elevado à categoria de município com a denominação de Ribas do Rio Pardo, por Decreto-Lei Estadual nº 545, de 31 de dezembro de 1943, desmembrado de Campo Grande e Três Lagoas, sendo instalado em 19 de março de 1944.

## Demografia
Nos últimos 20 anos o Município se desenvolveu com a chegada de novas indústrias e empresas, o que causou um crescimento populacional elevado. Segundo o IBGE, em 1991, Ribas do Rio Pardo possuía uma população estimada em 13.423 cidadãos, em 1996, este número era de 13.081 cidadãos, ainda segundo o IBGE, chegando posteriormente a 16.721 no ano 2000 e no censo de 2010 este número atinge 20.967 cidadãos.
Em 2011, sua população foi de 21.270 habitantes.

## Economia
Por sua imensa extensão territorial, sua economia é basicamente sustentada pelo setor de agropecuária. Predomina a criação de gado, havendo também o extrativismo de resina, carvão, com uma indústria siderúrgica, e diversas serrarias, além de outras pequenas indústrias.
Devido à enorme extensão territorial do município, existe um grande número de propriedades rurais, estimam-se 1.059 propriedades, que ocupam a área de 1.170.021 hectares, segundo o censo agropecuário do ano de 2006. Atualmente, predomina a pecuária no município, seguida pelo extrativismo de carvão vegetal. Há também a extração de resina e plantio de eucalipto.